# آرتور اهنگر
آرتور آهنگر (انگلیسی: Arthur Ahnger; ۲۸ فوریهٔ ۱۸۸۶ – ۷ دسامبر ۱۹۴۰) قایقران، ورزشکار، و قایقران قایق بادبانی اهل فنلاند بود.